# Davidiella decidua
Davidiella decidua är en svampart som först beskrevs av Ellis & Kellerm., och fick sitt nu gällande namn av Aptroot 2006. Davidiella decidua ingår i släktet Davidiella och familjen Davidiellaceae.   Inga underarter finns listade i Catalogue of Life.